# C6H5N5O2
化学式C6H5N5O2（摩尔质量：179.136 g/mol）可以指：
- 黄蝶呤（英语：Xanthopterin），CAS号：119-44-8
- 路霉素（西班牙语：Reumitsina），CAS号：5016-18-2

|  | 这个同类索引页列出了具有相同分子式的化学物（即同分異構體）条目。 除非您是有意链接至本页，否则应将相应条目的内部链接指向正确的条目。 |